# Claude Kerveillant
Claude Kerveillant, né le 16 juillet 1958 à Douarnenez, est un footballeur français des années 1970 et 1980. Durant sa carrière professionnelle, il évolue au poste de milieu de terrain au Stade rennais, en Division 2.

## Biographie
Né le 16 juillet 1958 à Douarnenez, dans le Finistère, Claude Kerveillant fait ses débuts chez les séniors avec le club de sa ville natale, la Stella Maris, en Division d'honneur, dès l'âge de seize ans. En l'espace de trois saisons, de 1974 à 1977, il dispute 56 rencontres à ce niveau, au poste de milieu de terrain, et marque six buts. À l'âge de 19 ans, il est recruté par le Stade rennais, et fait son apparition dès l'automne 1977 dans l'effectif professionnel. Le 19 novembre 1977, à l'instar de quatre autres joueurs, il fait ses débuts professionnels, en deuxième division contre le Lille OSC. Sa titularisation lors de ce match est due à un mouvement de grève suivi par plusieurs joueurs, en protestation contre le non-paiement de leur salaire par le club, en proie à des difficultés financières. Parmi ces cinq néophytes, Claude Kerveillant est le seul à profiter de cette rencontre pour gagner sa place dans l'effectif professionnel. Au total, il parvient à disputer vingt rencontres durant la saison 1977-1978, pour un but marqué, contre l'AS Poissy le 21 janvier 1978. 
Évoluant en position de relayeur ou, un peu plus haut sur le terrain, comme meneur de jeu, il est titulaire durant toute la saison 1978-1979, avec comme partenaires Jean-Paul Rabier et Daniel Thoirain. Mais en 1979-1980, les arrivées de Patrick Rampillon, Houssaine Anafal et Luc Barraud réduisent son temps de jeu. Après avoir disputé trente rencontres de championnat la saison précédente, il n'en dispute qu'une seule après l'arrivée de ces trois joueurs. En 1980, Claude Kerveillant met un terme à sa carrière professionnelle et part jouer à l'UCK Vannes, où il évolue jusqu'en 1984, puis à l'AS Plouhinec.

## Statistiques
| Saison                | Club                  | Championnat           | Championnat | Championnat | Coupe(s) nationale(s) | Coupe(s) nationale(s) | Total | Total |
| Saison                | Club                  | Division              | M.          | B.          | M.                    | B.                    | M.    | B.    |
| 1977-1978             | Stade rennais FC      | Division 2            | 17          | 1           | 3                     | 0                     | 20    | 1     |
| 1978-1979             | Stade rennais FC      | Division 2            | 30          | 0           | 2                     | 0                     | 32    | 0     |
| 1979-1980             | Stade rennais FC      | Division 2            | 1           | 0           | 1                     | 0                     | 2     | 0     |
| Total sur la carrière | Total sur la carrière | Total sur la carrière | 48          | 1           | 6                     | 0                     | 54    | 1     |